# Мали Дунав
Мали Дунав (мађ. Kis-Duna, њем. Kleine Donau) је грана ријеке Дунав у Словачкој.
Мали Дунав се одваја од Дунава у близини Братиславе и тече више-мање паралелно са Дунавом до ушћа у ријеку Вах у Коларову. Мали Дунав је дуг 137 km дугачак, а површина слива му је 2.977 km2</small.
Дио Ваха између Коларова и његовог ушћа у Дунав у Комарну се такође назива Вах Дунав (мађ. Vág-Duna). Острво између Дунава, Малог Дунава и Вах Дунава назива се Велико житно острво.